# Roger Henrotay
Roger Henrotay (Vivegnis, 28 de maio de 1949) é um ex-futebolista da Bélgica que jogou na posição de atacante ou meio campo ofensivo. Ele ganhou três vezes o campeonato da Bélgica com o Standard de Liège. Ele foi durante 10 anos diretor geral do Standard de Liège entre 1987 e 1997. Agora ele e empresario FIFA.